# フィリップ＝ジャン・ペルタン
フィリップ＝ジャン・ペルタン(英: Philippe-Jean Pelletan、1747年5月4日 - 1829年9月26日) は、18世紀～19世紀にかけてフランスのパリで活躍した外科医。フランス革命後に監禁と虐待を受けていたルイ17世が死去する2日前に彼の主治医になると、独房の鎧戸や鉄格子、閂を撤去し、白いカーテンで窓辺を飾るなどを行い、ルイ17世の臨終において愛護的に接した人物。

## 概要
ペレタンは国立医学アカデミーとフランス科学アカデミーのメンバーであった。パリ大学医学部の教授であり、1789年には国立衛兵学校の外科医に選出された。1793年7月13日、ジャン＝ポール・マラーがシャルロット・コルデーに暗殺された直後に、ペレタンは犯行現場に立ち会い、死亡診断書の議事録にはペレタンの署名がみられる。1795年、ピエール＝ジョゼフ・ドゥゾー（1738年 - 1795年）の後を継いで、オテル・デュー・パリの主任外科医となった。
1795年6月8日に10 歳のルイ17世が亡くなった際は、検死を担当した。
1804年、ジャン＝ニコラス・コルヴィサール (1755–1821) は、ペレタンをナポレオン1世の顧問外科医に任命した。

## ルイ17世の最後の主治医として

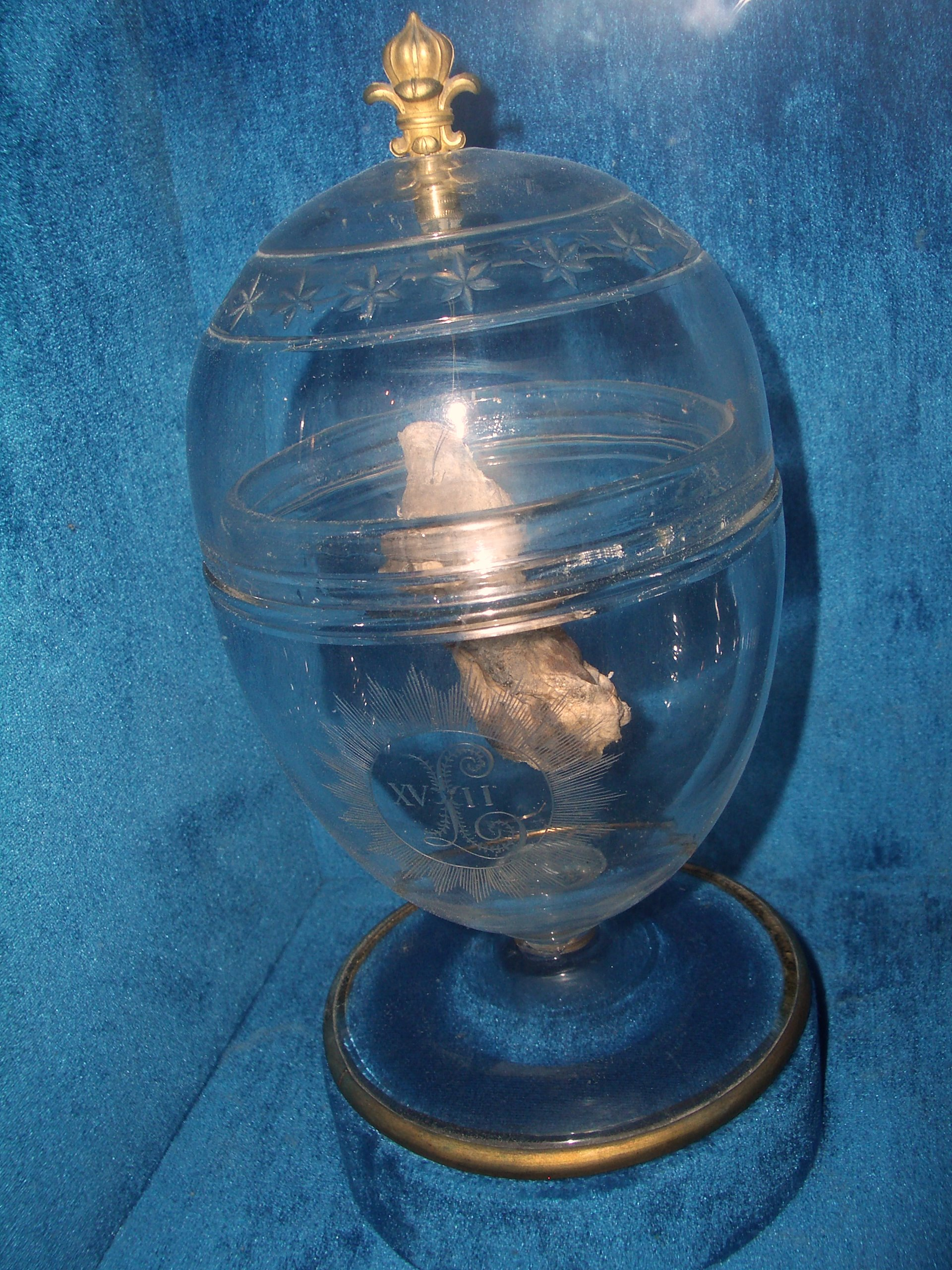
クリスタルの壺に入ったルイ17世の心臓。ペルタンが持ち出したもの。

1795年6月6日、新たにルイ17世の主治医に就任した。就任日にペレタンは「子供の神経に触るような閂、錠の音を控えるように」と士官を咎め、日よけを外して新鮮な空気に当たれるようにすることを命じた。孤独な幽閉から1年半近く経過したこの日、独房の鎧戸や鉄格子、閂がようやく取り外され、白いカーテンで飾られた窓辺をルイ17世は喜び、様態が若干改善した。
しかし、ペルタンは「不運なことに援助はすべて遅すぎた。何の望みもなかった」と報告している。6月7日、ルイ17世は衰弱し、一時は意識不明に陥る。夜遅くに様態が急変し、ペルタンは投薬指示をして、翌6月8日朝に診察したが、この時初めてルイ17世が瀕死の状態で昼夜とわず看護もされていないことを知り、ルイ17世の世話をしていたジャン・バティスト・ゴマンに看護婦を探しに行かせている午後、ルイ17世の意識は徐々に薄れ始めていた。午後3時ごろ、激しい呼吸困難に気がついた世話係のエティエンヌ・ラーヌが症状を和らげようとルイ17世を抱き上げ、両腕を自らの首に回した。しかし間もなく、長いため息の後、全身の力が抜け、ルイ17世の短い生涯は終わりを告げた。
翌6月9日、ペルタンはジャン・バティスト・デュマンジャン医師、ピエール・ラシュ医師、ニコラ・ジャンロワ教授を引きつれ、遺体の解剖を5時間かけ丁寧に行った。ペルタンの記録によると「胃は非常に膨らんでいた。右膝の内側に我々は腫瘍を発見した。そして左手首の近くの橈骨に小さな腫瘍があった。膝の腫瘍は2オンスの灰色がかった物質を含んでいたが、それは膿とリンパ液でいっぱいだった。手首の腫瘍にも同じような物質を含んだが、もっと濃い色をしていた」。開頭され、脳があらわになると、ジャンロワ教授は「この分野に就いて40年になるが、この年齢の子供で素晴らしく発達した脳を見たのは初めてだ。博識な男性を思わせるほど完成度が高く発達している」と述べた。胃の内部からは1パイント（約570mL）を超える非常に臭い液体が流れ出て、腸は膨れ上がり腹壁で癒着をしていた。内臓全体と両肺付近にさまざまな大きさの腫瘍がみつかり、彼らは死因を「腺病質の傾向がしばらくの間滞在していたため」結核が死因であるとした。
ペルタンは検死の際、ハンカチにルイ17世の心臓を包み、コートのポケットに入れて持ち出した。心臓はペルタンの自宅において、蒸留したワインのアルコールを塗られて書棚に隠されたが、数年の時を経てアルコールは蒸発し、心臓は石のごとく硬くなってしまった。ペレタンが保存した心臓は2000年4月、マリー・アントワネットの遺髪とのDNA鑑定がなされた。しかし、心臓の損傷が激しいため、鑑定にはかなりの時間を要することとなった（マリー・アントワネットの兄弟姉妹やいとこ、現在のハプスブルク＝ロートリンゲン家の人物との比較でDNA鑑定は行われた）。その結果は「心臓はルイ17世のものに間違いない」というもので、2004年6月にようやくルイ17世のものと判定され、フランス王家の墓地があるサン＝ドニ大聖堂に心臓が埋葬された。